# اسکیلد کامپوزیتس پروتوس
اسکیلد کامپوزیتس پروتوس (به انگلیسی: Scaled Composites Proteus) یک هواگرد ساختِ کارخانهٔ اسکیلد کامپوزیتس در کشور ایالات متحده آمریکا است. این هواگرد برای نخستین بار در ۲۶ ژوئیه ۱۹۹۸ میلادی مورد استفاده قرار گرفت.